# Curzola (isola)
Curzola (in croato Korčula ; in latino Corcyra Nigra e in greco antico: Κόρκυρα Μέλαινα?, Korkyra Melaina ("Corfù nera")) è un'isola della Dalmazia meridionale, in Croazia.
Amministrativamente l'isola è divisa tra i comuni di Blatta, Curzola, Lombarda, Smoquizza e Vallegrande e appartiene alla regione raguseo-narentana. Capoluogo storico e maggior centro dell'isola è la città di Curzola, affacciata sulla costa orientale.

## Geografia
Situata nel basso Adriatico a breve distanza dalla costa dalmata (penisola di Sabbioncello), l'isola occupa una superficie di 271,46 km² ed aveva nel 2011 una popolazione di 15 522 abitanti, che ne fanno rispettivamente la sesta e seconda isola della Croazia per importanza. L'isola dà il nome all'arcipelago delle cosiddette Curzolane, vale a dire il gruppo di isole dalmatine meridionali (Južnodalmatinski) formato dalla stessa Curzola, Meleda e l'arcipelago di Lagosta.
Al pari di molte isole vicine, Curzola presenta una forma allungata in direzione est-ovest e misura 46 km di lunghezza da capo Terstena (rt V. Trstena), a sud-ovest, all'estremo punto orientale di capo Speo (rt Ražnjić), per un massimo di 7,8 km di larghezza. L'isola è bagnata a nord dal canale di Curzola (Korčulanski kanal), che la separa dall'isola di Lesina, ad est dal canale di Sabbioncello (Peljieški kanal), che la scinde dalla terraferma, a sud dal canale di Lagosta (Lastovski kanal), che dà sull'omonima isola, e ad ovest dal mare Adriatico. Il suo sviluppo costiero è di 190,73 km, l'altezza massima è quella del monte Cluppa (Klupca) 569,2 m, detto anche Dubrovaska, che si trova al centro dell'isola, a sud-ovest dell'abitato di Racischie (Račišće). L'insenatura maggiore è la baia di Vallegrande (zaljev Vela Luka) a ovest, compresa tra l'isola Provescia a nord e punta Kenirat (rt Krnji rat), o capo Terstena secondo altre fonti. Piccoli fari di segnalazione si trovano a punta Zancara (rt Velo dance), un tempo detta Cancira e a capo Speo.
Il clima di Curzola è tipicamente mediterraneo, con temperature miti anche in inverno.

### Isole adiacenti

La parte occidentale di Curzola

Isole e scogli appartenenti al comune della città di Curzola:
- scogli Knesa[20] o Knesi[21]:
  - Chenesa Grande (Vela Kneža) e Chenesa Piccola[22] (Mala Kneža), sul lato settentrionale di Curzola, nel canale di Sabbioncello.
- scoglio Mulich[23] o Testich[21] (Mulić), piccolo scoglio con un'area di 1452 m²[19] a 120 m[2] dalla costa 42°57′58″N 17°05′37″E.
- arcipelago di Curzola o isole Skoji[24][25], gruppo di 19 piccole isole nel canale di Sabbioncello, accanto alla punta orientale dell'isola, la maggiore delle quali è Badia.

Isole e scogli appartenenti al comune di Blatta (sulla costa meridionale):
- Otociaz[26][27] o Ottokaz[12] (Otočac), scoglio arrotondato a 90 m dalla costa meridionale, a ovest di porto Berna[6] (Brna); ha una superficie di 0,037 km²[1], la costa lunga 0,72 km[1], e l'altezza di 22 m s.l.m.[2] 42°54′08″N 16°49′52″E.
- Paralleli alla costa meridionale di Curzola, alla distanza di circa 800/900 m[2] a delimitare un canale adatto all'ancoraggio chiamato dei Tre Pozzi[12][27][28], ci sono 4 isolotti:
  - Bergogna[29], Bertovgnak[27] o Verkovgnak[12] (Vrhovnjak), il più orientale, ha una superficie di 0,137 km²[1], la costa lunga 2,7 km[1], e l'altezza di 26 m[2]42°53′42″N 16°48′57″E.
  - isolotto di Mezzo[29], Srignak[30] o Sridgnak[12] (Sridnjak), ha una superficie di 0,16 km²[1], la costa lunga 1,87 km[1], e l'altezza di 60,4 m[2] 42°53′45″N 16°48′21″E.
  - Cerchizza[29], Zrucchizza[30] o Cerklica[12] (Crklica), ha una superficie di 0,099 km²[1], la costa lunga 1,32 km[1], e l'altezza di 33 m[2] 42°53′45″N 16°48′21″E.
  - Stuppa[30][31] o Stupa[12] (Stupa), l'isolotto più occidentale, stretto e lungo (450 m[2] circa), ha una superficie di 0,018 km²[1], la costa lunga 0,94 km[1] 42°53′40″N 16°47′13″E.

- scoglio Berretta[32][33], Beretta[12][34] o Cerin[34] (hrid Čerin), piccolo scoglio a sud dell'abitato di Prisba[35] (Prižba), a 290 m[2] dalla costa; ha una superficie di 1808 m²[19] 42°54′01″N 16°47′22″E.
- Cossor[32], Cesto[36], Rosor[28], Cossod[30] o Kossor[12] (Kosor), isolotto di forma allungata a sud-ovest di porto Secco[12][28][30] (luka Velika Gršćica); ha una superficie di 0,051 km²[1], la costa lunga 1,24 km[1] e l'altezza di 13,1 m[2]42°54′10″N 16°45′43″E.
- Un piccolo scoglio senza nome si trova 60 m[2] a nord di Cossor; ha un'area di 974 m²[19] 42°54′13.72″N 16°45′43.95″E. Un altro scoglio si trova più a nord, sotto costa (hrid Bad[2]) 42°54′20.51″N 16°45′49.3″E.
- scoglio Dubrovnjak (hrid Dubrovnjak), a est, tra Rotondo e Cossor; ha un'area di 726 m²[19] 42°54′15″N 16°45′19.23″E.
- Rotondo (Obljak) , a ovest di Cossor.
- scoglio Gobesso[32], Gubisa[28], Gubessa[12][36] o Gubessia[37] (hrid Gubeša), arrotondato, a nord-ovest di Obiach e a 170 m[2] da La Lima; ha un'area di 9595 m²[19] e la costa lunga 359 m[19] 42°54′28″N 16°44′32″E.
- La Lima (Zvirinovik), isoletta di forma allungata parallela alla costa sud-occidentale.
- Gruppo di scogli a sud-est di punta Chincia[38] o punta Chiave[34] (rt Ključ) la punta sud-occidentale di Curzola:
  - Trestenico (Trstenik).
  - scogli Persgnach[38], Prisgnago[39] o Persnich[12]:
    - Bersici Grande (Veli Pržnjak).
    - Bersici Piccolo[40] (Mali Pržnjak), rotondo, 110 m[2] a nord-ovest del grande, ha una superficie di 0,097 km²[1], la costa lunga 1,12 km[1], e l'altezza di 21 m[2] 42°54′23″N 16°41′18″E.

  - Luccovaz[41], Lucovaz[12][38], Lucco[39] o Luccova[39] (Lukovac), piccolo isolotto 400 m a sud-est di Bersici Grande; ha una superficie di 0,037 km²[19], la costa lunga 0,77 km[19], e l'altezza di 14 m[2] 42°53′54″N 16°42′06″E.
  - scoglio Gradizza[32][38] (hrid Gredica), a est di Bersici Grande e a nord di Luccovaz; ha una superficie di 4525 m²[19], la costa lunga 264 m[19], e l'altezza di 2 m[2] 42°54′13″N 16°42′11″E.

Scogli appartenenti al comune di Blatta (adiacenti alla costa settentrionale):
- scogli Prigradizza[13], Prigadizza[21], Otprigadizza[42] o Zaplovac[33] (hridi Naplovci), due piccoli scogli a est dell'abitato di Prigradizza (Prigradica) e della piccola baia omonima[13], a 350 m dalla costa. Lo scoglio occidentale (Naplovac-zapad[19]) ha una superficie di 4525 m²[19] e la costa lunga 272 m[19] (42°58′03″N 16°49′31″E). Quello orientale (Naplovac-istok[19]) ha una superficie di 3028 m²[19] 42°58′00″N 16°49′46″E.
- Planchetta (Pločica), 7 km a nord[2].

Scoglio appartenente al comune di Smoquizza:
- scoglio Blaccia[43] o Blatazza[42] (hrid Blaca) a 150 m dall'omonima punta Blaca; ha una superficie di 4587 m²[19] e la costa lunga 283 m[19]. Sullo scoglio c'è un segnale luminoso 42°57′41″N 16°51′49″E.

Isole e scogli appartenenti al comune di Vallegrande:
- scoglietto Zancaro[39], Zancarano[39], Zanger[12] o Ciancir[32] (hrid Čančir), a nord-ovest di punta Zancara (rt Velo dance) e all'ingresso di valle Tresteno[44] o Terstena[12] (uvala Vela Trstena), piccolo di forma ovale, ha una superficie di 2808 m²[19] 42°55′40″N 16°38′14″E.
- Nella baia di Vallegrande[45] (zaljev Vela Luka), sul lato ovest di Curzola, di fronte al porto di Vallegrande:
  - Vesparo (Ošjak).
  - scoglio di San Giovanni[16][21][34][46]  (Sv. Ivan), nella parte meridionale del piccolo porto omonimo (uvala Gradina), situato a nord-ovest all'interno della baia di Vallegrande, è collegato a Curzola e non è propriamente considerato un'isola 42°58′10″N 16°40′29″E.
  - Gobessa[47], Gubessa[34], Gudessa[21] o scoglio Gobesso[32] (Gubeša), piccolo e rotondo, chiude il porto di San Giovanni (uvala Gradina) assieme allo scoglio omonimo; ha una superficie di 0,012 km²[1] e la costa lunga 0,39 km[1] 42°54′30″N 16°44′31″E.
  - Prosin[39][46], Camignago[13], Camegnac[16][39] o Kamegnak[21] (Kamenjak), situato 1 m a ovest di Gobessa, ha un piccolo faro di segnalazione[18]; la sua superficie è di 0,013 km²[1], la costa è lunga 0,44 km[1] e l'altezza è di 14,5 m[2] 42°58′12″N 16°39′28″E.
- Provescia (Proizd), vicino alla punta di San Liberano[16].
- scogli Bacili (hrid Prvi e hrid Izvanjski), a nord-nord-ovest di punta San Liberano.
- scoglio del Grego[32], Gorcik[21] o Vorcich[42] (hrid Gorčik o Grčik), a nord del promontorio nord-ovest di Curzola (Privala) dista 350 m[2] dalla sua costa; ha un'area di 9810 m²[19], la costa lunga 381 m[19] e l'altezza è di 7 m[2] 42°59′35″N 16°39′00″E.
- scogli Stinive[48] o Stinina[21] (Stinjive) a ovest di punta Stiniva[42] (rt Stiniva) e nella valle omonima, sono due scogli vicini alla costa: quello occidentale (Stnjiva-zapad) ha un'area di 1322 m²[19] (42°59′24″N 16°43′04″E); quello orientale (Stnjiva-istok) di 1408 m²[19] (42°59′22″N 16°43′18″E).

## Storia
I primi abitanti furono i Greci, che la chiamarono Kerkyra Melaina (Corcira la Nera) per via dei fitti boschi e in relazione con la più celebre e meridionale Kerkyra (Corcira, oggi Corfù).
Presso l'isola si svolse l'8 settembre 1298 la nota battaglia di Curzola tra genovesi e veneziani, in cui Marco Polo rimase prigioniero dei genovesi. Basandosi su questo antefatto, nonché sulla presenza di un ramo della famiglia Depolo in Dalmazia, alcuni storici croati attualmente sostengono che Marco Polo fosse nativo curzolano e ne rivendicano la nazionalità, ma tale versione è stata smentita con delle prove attendibili dallo storico veneziano Alvise Zorzi, il quale osserva inoltre che, se anche per assurdo i natali del grande esploratore fossero avvenuti nel capoluogo dell'isola, ciò non avrebbe per niente significato un'origine croata, in quanto in quel periodo vi abitavano esclusivamente genti veneto-dalmate (e sarà così fino al 1920, anche se solamente nel centro cittadino).
Fece parte della Repubblica di Venezia dal 1409 al 1797, dopodiché passò sotto dominazione austriaca.

### XX secolo. Le due occupazioni italiane
In vista della prima guerra mondiale, l'isola fu promessa al Regno d'Italia nel Trattato di Londra del 1915, in cambio dell'adesione dell'Italia alla guerra al fianco di Regno Unito e Francia. Tuttavia, dopo la guerra, nel 1918 Curzola fu occupata (con il resto della Dalmazia) dello Stato degli Sloveni, Croati e Serbi tra il 29 ottobre ed il 15 novembre. Fu governata dall'Italia dal 15 novembre 1918 al 19 aprile 1921, dopodiché fu incorporata nel Regno dei Serbi, Croati e sloveni. Nel 1939 entrò a far parte del Banato autonomo croato.
Dopo l'occupazione della Jugoslavia da parte dell'Asse nell'aprile 1941, l'Italia annesse l'isola. Dopo l'armistizio tra l'Italia e le potenze alleate nel settembre 1943, fu brevemente tenuto dai partigiani jugoslavi. Curzola fu poi occupata dalle forze tedesche che controllavano l'isola fino al loro ritiro nel settembre 1944. Con la liberazione della Jugoslavia nel 1945, fece parte della Repubblica popolare federale di Jugoslavia. Dopo il 1991, l'isola è diventata parte della Repubblica indipendente di Croazia.

## Arte
Tra i palazzi di Curzola sono degni di menzione la cattedrale, di stile romanico-gotico e dedicata a san Marco, e la porta meridionale che dà accesso al centro storico, con a fianco la torre Rivellin Grando (Veliki Revelin).

## Società

### Comunità italiana
Fino al 1900 gli italiani di origine veneta costituirono più della metà della popolazione della cittadina Curzola e della frazione della vicina Petrara. Il loro numero andò gradualmente decrescendo con l'annessione dell'isola da parte del Regno di Jugoslavia. La maggioranza degli abitanti italofoni era composta da piccoli artigiani, soprattutto tagliapietre, scalpellini e carpentieri, mestieri questi nei quali i curzolani e quelli di Petrara erano maestri e conosciuti ed apprezzati anche fuori dei confini della Dalmazia.  Una minoranza, invece, era costituita da possidenti, commercianti ed esercenti.
Nel 1861 rappresentanti politici dei curzolani di lingua italiana erano i membri della famiglia dei conti Smerchinich (Smerkinić, di origine slava). Nel 1867 uno Smerchinich venne eletto deputato italiano al parlamento di Vienna. Tuttavia, era cominciata l'opera di croatizzazione del comune da parte delle autorità austriache, che ritenevano i croati sudditi più fedeli rispetto agli italiani. Nel 1893, contro le proteste della popolazione locale, le autorità imperiali fecero chiudere il locale ginnasio italiano e l'istruzione a Curzola venne impartita esclusivamente in croato. Ma l'area urbana di Curzola continuò a votare compattamente per gli Smerchinich. Inoltre, in risposta alla crescente opera di slavizzazione del Comune, a Curzola, nel 1895, venne fondata una delle prime sedi della Lega Nazionale, che si adoperava per la salvaguardia della lingua e cultura italiane in loco. Peraltro, malgrado la slavizzazione forzata, tutti gli atti delle autorità locali e distrettuali di Curzola, ancora nel 1909 avevano carattere bilingue.
Al censimento del 1910 gli italiani che erano sempre in diminuzione costituivano il 25% della popolazione del centro di Curzola e il 15% di quella di Petrara. Nel resto del comune, così come nel resto dell'isola, quasi non vi erano italiani. Con il crollo dell'Impero austro-ungarico, a seguito della fine della prima guerra mondiale, a Curzola si accesero feroci dispute tra croati e italiani.
Il 4 novembre 1918, la Regia Marina italiana occupò la città. Molti, all'epoca, davano per certa anche una spedizione dannunziana a Curzola, analoga alla vicenda di Fiume. Tuttavia, nel 1921, l'Italia rinunciò all'isola e si ritirò, gettando nella depressione nello sconforto la popolazione italiana locale, composta da circa 900 persone. La situazione risultò aggravata dal fatto che fra il 1918 e il 1920, le autorità italiane di occupazione avevano trascinato ed istigato parte degli italiani locali a manifestazioni politiche anti-jugoslave piuttosto accese. Ciò aveva creato un'animosità politica fra croati e italiani, che faceva temere il rischio di rappresaglie al momento dell'avvento della sovranità jugoslava, e il rischio di un esodo della popolazione italiana. Nel marzo del 1921 tale ipotesi si verificò e l'esodo dei curzolani italiani ebbe inizio. Questo venne accelerato da manifestazioni e cortei ostili all'Italia e agli italiani che si ripetevano tutti i giorni e fomentato in particolare dai fratelli Arneri (di origine italiana), già funzionari austriaci. A maggio del 1921, più della metà degli italiani locali aveva lasciato l'isola. Alla fine dello stesso anno, non rimanevano che soli 180 italiani nell'isola, riuniti attorno alla locale scuola, successivamente chiusa. Nel 1923, il numero di italiani si era ridotto a 46. Molti italiani, peraltro, avevano preferito la cittadinanza jugoslava per non vedere compromesse le proprie attività economiche. Difatti, nel 1933 la scuola elementare mista cittadina contava 40 scolari italiani. Inoltre a Curzola continuava ad operare l'Unione Italiana, associazione presieduta da Michele Smerchinich, con 41 soci membri delle principali famiglie italiane rimaste (Benussi, Damianovich, Depolo, Perucich, Radizza, Smerchinich, Vinzi, Zanetti). Al termine della seconda guerra mondiale, con il nuovo esodo giuliano dalmata comunque, a Curzola non rimanevano quasi più italiani.
Oggi, secondo il censimento ufficiale croato del 2011, sono rimasti piccoli nuclei di italiani a Curzola e Vallegrande.

## Galleria d'immagini

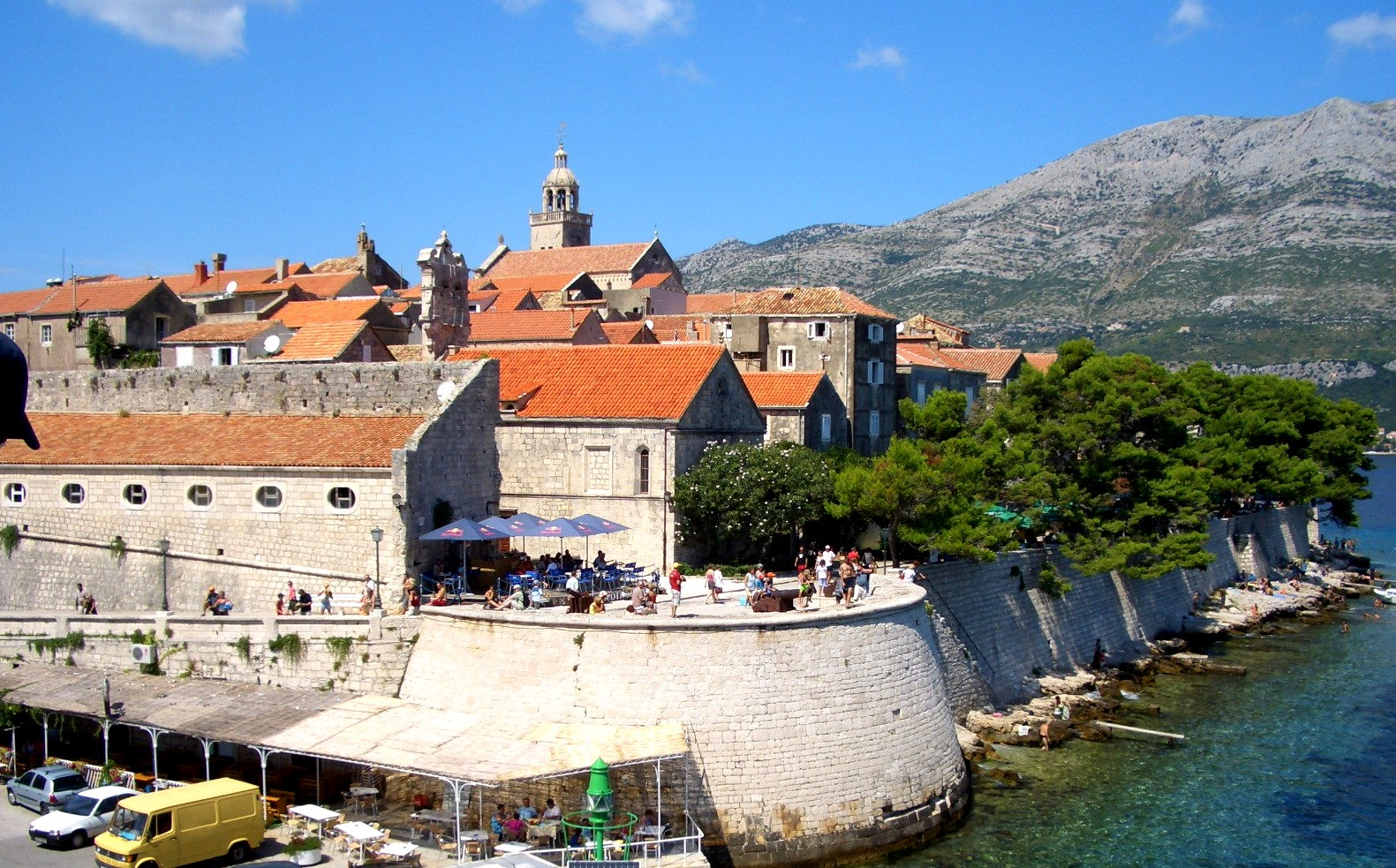
Bastioni del porto
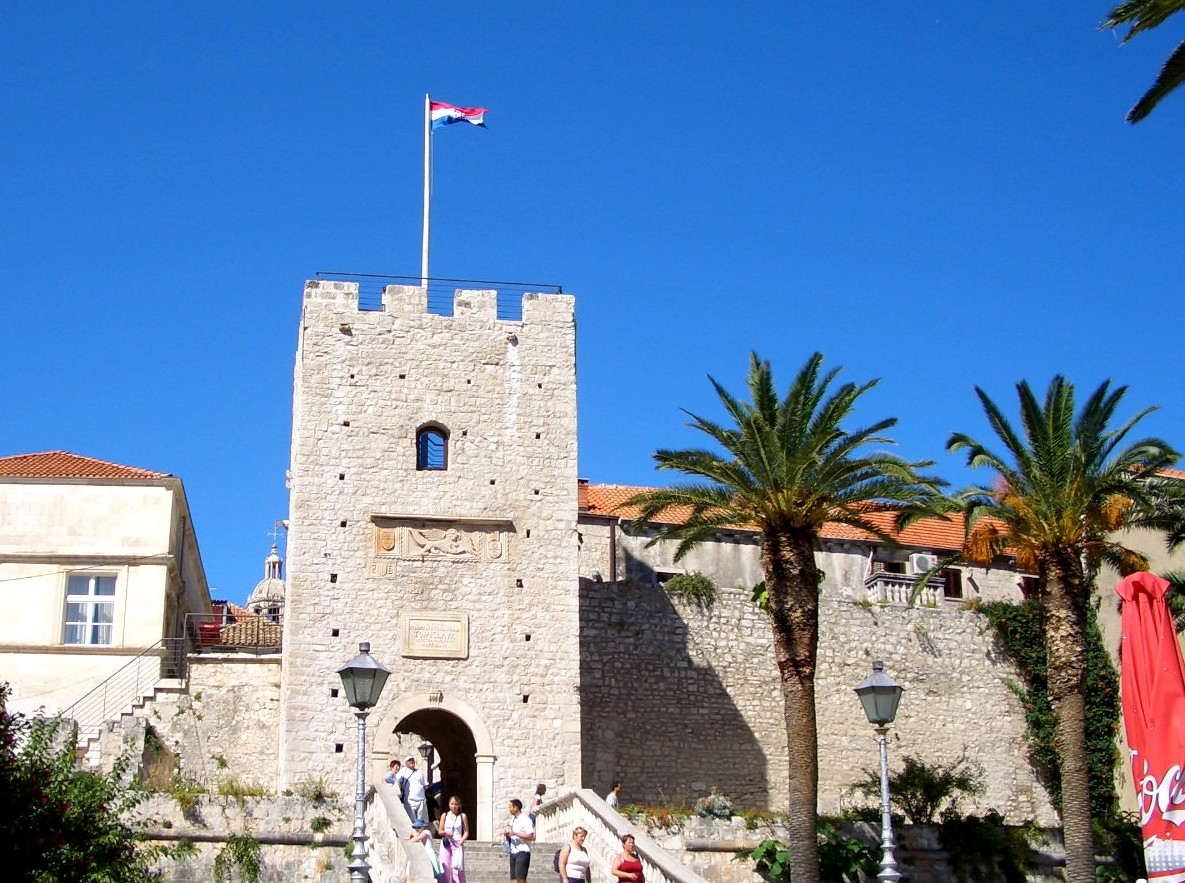
Porta Meridionale
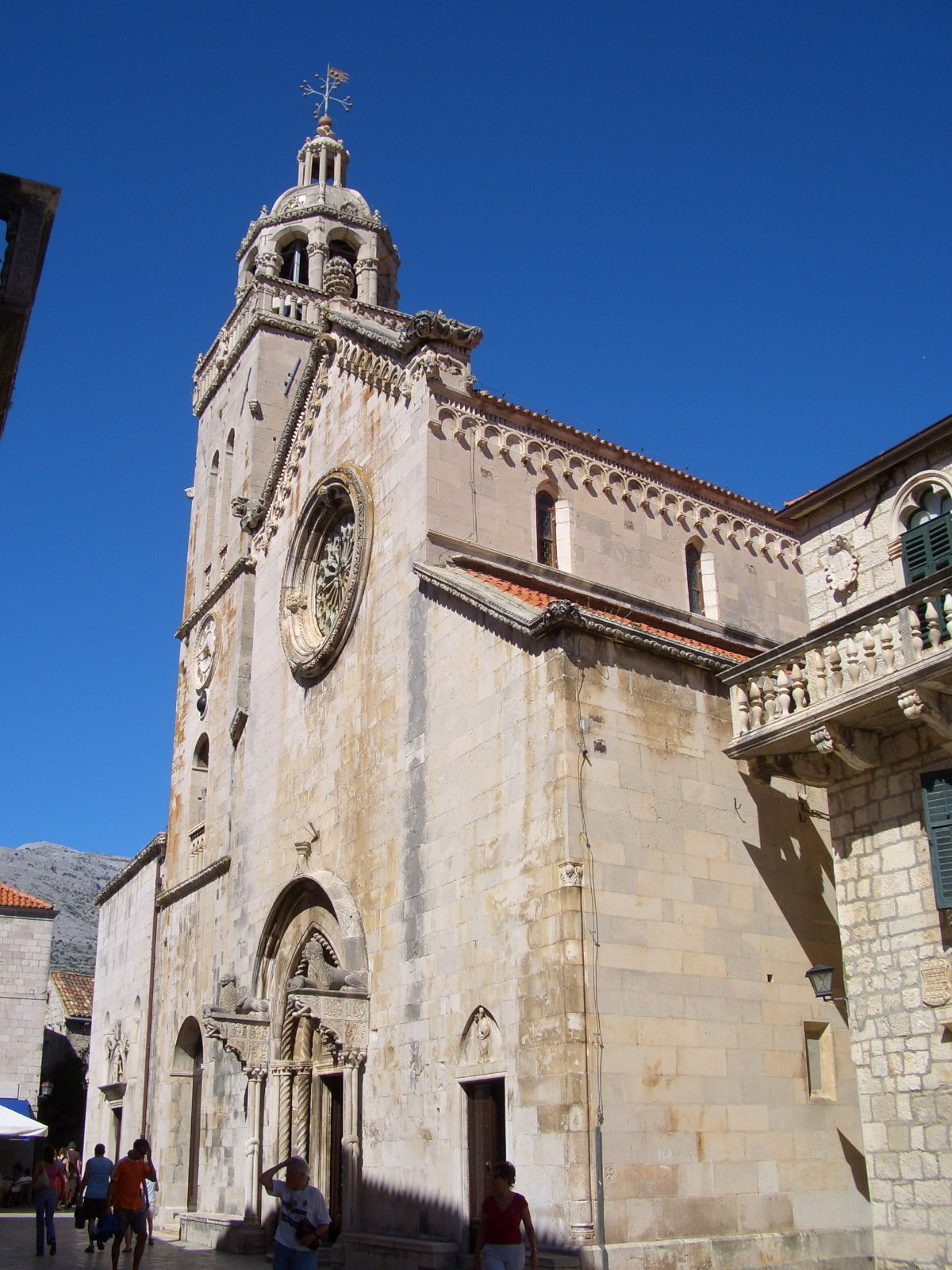
Cattedrale

### Cartografia
- (HR) Mappa topografica della Croazia 1:25000, su preglednik.arkod.hr. URL consultato il 2 febbraio 2017.
- G. Giani, Carta prospettiva delle Comuni censuarie della Dalmazia, fogli 9 e 11, 1839. Fondo Miscellanea cartografica catastale, Archivio di Stato di Trieste.